# Janez Kozinc
Janez Kozinc (Celje, 1975. augusztus 21.) – szlovén kémikus, katolikus pap, a Muraszombati egyházmegye kinevezett püspöke.

## Élete

### Tanulmányai
A Ljubljanai Egyetemen kémiát és természettudományt tanult, s 1999-ben diplomázott, majd 2005-ben analitikai kémiából doktorált.

## Papi pályafutása
Teológiát 2006-ban kezdett tanulni. 2010. június 29-én szentelték pappá és inkardinálták a Celjei egyházmegyében. A püspökség több plébániáján is volt káplán, illetőleg plébános. 2018-ban kiegészítő tanulmányokat végzett a vatikáni Gergely Egyetemen (Centro San Pietro Favre per i Formatori al Sacerdozio e alla Vita Consacrata). Stanislav Lipovšek celjei püspök több fontos pozícióba is kinevezte az egyházmegyén belül, úgy mint a lelkipásztori tanács tagjának.

## Püspöki pályafutása
2025. június 18-án XIV. Leó pápa kinevezte a Muraszombati egyházmegye ordináriusává Peter Štumpf utódjának, aki még 2024-ben távozott a muravidéki püspökség éléről. Kozinc a püspökség harmadik vezetője.

## Fordítás
Ez a szócikk részben vagy egészben  a   Janez Kozinc című lengyel Wikipédia-szócikk fordításán alapul.  Az eredeti cikk szerkesztőit annak laptörténete sorolja fel. Ez a jelzés csupán a megfogalmazás eredetét és a szerzői jogokat jelzi, nem szolgál a cikkben szereplő információk forrásmegjelöléseként.

## Bibliográfia
- catholic-hierarchy.org.